# Флаг сельского поселения Семёновское (Московская область)
Флаг муниципального образования сельское поселение Семёновское Ступинского муниципального района Московской области Российской Федерации — опознавательно-правовой знак, служащий официальным символом муниципального образования.
Флаг утверждён 27 марта 2008 года и внесён в Государственный геральдический регистр Российской Федерации с присвоением регистрационного номера 3983.

## Описание
«Прямоугольное жёлтое полотнище с отношением ширины к длине 2:3, с изображением фигур герба поселения: голубой горизонтально полосы (шириной в 1/5 ширины полотнища), на которой расположена белая цепь удерживаемая красным орлом с белыми языком, клювом, глазом и лапами, и внизу полосы трёх зелёных трилистников с заострёнными концами листьев».

## Обоснование символики
Флаг составлен на основании герба сельского поселения Семёновское по правилам и соответствующим традициям вексиллологии и отражает исторические, культурные, социально-экономические, национальные и иные местные традиции.
Земли, вошедшие в состав современного сельского поселения, имеют богатую историю — здешние земли, благодаря своему плодородию и обилию рек были заселены несколько тысячелетий назад. На территории поселения найдены многочисленные археологические памятники разных эпох от железного века до позднего средневековья. Удобное место, защищённое крутыми берегами рек: с запада — Лопасни, а с востока и юга — Заполонки было использовано в XI веке Черниговским князем Олегом Святославичем для строительства укрепления Хатунь. С тех пор Хатунь исправно выполняла свою пограничную службу, сначала, будучи северным форпостом Черниговского княжества, потом Рязанского и Московского.
Особая часть истории Семёновского связана с фамилией графов Орловых, построивших здесь усадьбу «Отрада», которая по праву считается одним из необычных памятников садово-паркового и архитектурного искусства.
Символика фигур флага многозначна и отражает исторические, культурные и природные особенности сельского поселения.
— Орёл символ мужества, силы и полёта гласно указывает на владельцев этих земель — графов Орловых, в чьём гербе также изображён красный орёл, распростёрший крылья.
— Цепь, удерживаемая орлом аллегорически символизирует память о великой морской победе, одержанной графом Алексеем Григорьевичем под Чесмой, за которую он получил почётное прозвище Чесменский.
— Разомкнутая цепь, соединённая и удерживаемая орлом — аллегория прошлого и настоящего, связанных воедино тем наследием, которое нам оставили наши предки.
— Голубая полоса, с цепью, символизирует историю пограничного рубежа княжеской Руси, тщательно охраняемого от набегов степняков. Цепь — традиционный символ надёжности, спокойствия, верности, рубежа и границы.
Основой современного поселения стало традиционное для местных жителей занятие сельским хозяйством. Жёлтый цвет (золото) — символ урожая, богатства и стабильности, солнечного света и тепла, интеллекта. Три зелёных трилистника дополняют сельскохозяйственную символику флага и вместе с тем образно указывают на три сельских округа вошедших в состав сельского поселения.
Зелёный цвет — символ природы, здоровья, молодости, жизненного роста.
Белый цвет (серебро) — символ чистоты и совершенства, мира и взаимопонимания.
Голубой цвет (лазурь) — символ чести, благородства, духовности, возвышенных устремлений.